# 가즈사미나토역
가즈사미나토역(일본어: 上総湊駅, かずさみなとえき)은 일본 지바현 훗쓰시에 있는 동일본 여객철도의 철도역이다.
특급 《사자나미》 호의 일부 열차가 정차한다.

## 역 구조
섬식 1면 2선 구조의 지상역이다. 역사와 승강장은 과선교로 이어져 있다. 기미쓰역이 관리하며, 역 업무는 JR 지바 철도 서비스가 대신 하고 있다. 오전 6시 30분부터 오후 8시까지 초록 창구를 영업하며, 간이 개찰기에서 스이카 및 제휴 교통카드의 사용이 가능하다.

### 승강장
| 1 | ■ 우치보 선 (하행) | 다테야마 · 지쿠라 · 아와카모가와 방면              |
| 1 | ■ 우치보 선 (상행) | 기미쓰 · 기사라즈 · 고이 · 소가 · 지바 · 도쿄 방면 |
| 2 | ■ 우치보 선 (상행) | 기미쓰 · 기사라즈 · 고이 · 소가 · 지바 · 도쿄 방면 |

1번 승강장의 상행 열차는 가즈사미나토 역에서 시발하는 열차들 뿐이다.

## 역세권 정보
- 훗쓰시청사 아마하 행정 센터
- 가즈사미나토 해수욕장
- 간다바시·미나토 친수공원
- 국도 제127호선

## 역사
- 1915년 1월 15일 - 일본국유철도의 역으로 개업하였다.
- 1985년 10월 25일 - 오전 9시 경, 지바 차장구 차장장 (車掌長)이 승차한 자동차가 승강장을 뚫고 들어와 5명이 다쳤다. 사고의 원인은 음주운전으로 밝혀졌다.[1]
- 1987년 4월 1일 - 민영화에 따라 동일본 여객철도의 소속이 되었다.
- 2009년 3월 14일 - 스이카의 사용이 가능해졌다.

## 인접역
| 동일본 여객철도 우치보 선 | 동일본 여객철도 우치보 선 | 동일본 여객철도 우치보 선    |
| ------------------------- | ------------------------- | ---------------------------- |
| 다케오카 소가 방면        | ■ 우치보 선               | 사누키마치 아와카모가와 방면 |

## 참조
1. ↑  아사히 신문, 1985년 10월 25일 조간 23면, 《大トラ車掌の車が駅舎に突入、5人けが　国鉄上総湊駅》